# Justus Ahlheim
Justus Ahlheim (* 22. August 1925 in Pfungstadt; † 27. August 2002 ebenda) war ein deutscher Kommunalpolitiker (SPD).

## Werdegang
Ahlheim war unter Bürgermeister Heinrich Gunkel (SPD) erster Stadtrat in Pfungstadt (Hessen). Von 1974 bis 1983 war er Bürgermeister.
Sein Sohn Reinhard Ahlheim (SPD) war in den Jahren 2001 bis 2016 Parlamentsvorsitzender der Pfungstädter Stadtverordneten.

## Ehrungen
- 1988: Verdienstkreuz am Bande der Bundesrepublik Deutschland